# Carlos Francisco Ribeiro Jereissati
Carlos Francisco Ribeiro Jereissati (Fortaleza, 1946), é um empresário brasileiro, nascido no Ceará e radicado em São Paulo desde 1965, dono da Jereissati Participações S.A., que controla a rede de shoping centers Iguatemi,  e o maior acionista da empresa de telefonia fixa Oi. 
É irmão do ex-governador do estado do Ceará, senador e ex-presidente nacional do PSDB Tasso Jereissati. 

## Vida pessoal
De origem libanesa, Carlos é filho do empresário e político Carlos Jereissati e irmão de Tasso Jereissati, também político. Perdeu o pai quando tinha 17 anos e aos 19 se mudou para São Paulo.  Tem quatro filhos de seu primeiro casamento, Carlos Jereissati Filho, Pedro Jereissati, Erika Jereissati Zullo e Leopoldo Jereissati , e uma filha de seu segundo casamento, com a Miss Brasil Mundo 2004 Iara Coelho, chamada Maria Clara. 
É formado em economia pela Universidade Mackenzie e tem uma fortura de mais de 1,5 bilhões de reais.  
" Desde que cheguei aqui o que tenho feito é desenvolver atividades na área empresarial", disse numa entrevista para a Ascefort em 2001. 

## Vida profissional
É dono da Jereissati Participações S.A., uma holding controla empresas como a Iguatemi e o Grande Moinho Cearense (f. 1959) e é o maior acionista da Oi (ou Telemar Norte Leste S.A.) 
A compra da Telemar durante a privatização da telefonia no Brasil foi o que o transformou em um homem conhecido - já que era o azarão do leilão, mas acabou arrematando a maior concessão de telefonia do país. Posteriormente articulou a compra pela Oi da Brasil Telecom e aproveitou para aumentar significativamente a participação da Jereissati Participações S.A. na Oi e na Contax, praticamente dobrando as participações que detinha. 

## Escândalo do grampo do BNDES
Durante o governo de Fernando Henrique Cardoso, Carlos Jereissati foi considerado o responsável pelo escândalo conhecido como  Escândalo do grampo do BNDES. O caso, no entanto, nunca foi resolvido e enquanto o Ministério Público Federal sustenta que o grampo havia sido realizado pelo próprio Governo Federal para monitorar o processo de privatização do antigo Sistema Telebrás, funcionários da ABIN dizem que os grampos foram encomendados pelos empresários interessados, entre eles Jereissati. 
Para a Ascefort ele disse em 2001 que o interesse maior era do governo. 